# Wayne County Historical Society
La Wayne County Historical Society est une société historique créée en 1917, principalement impliquée dans les projets de conservation et de promotion de l'histoire du Comté de Wayne, Pennsylvanie, États-Unis,. Elle est basée à Honesdale, le siège du Comté de Wayne.
Ses bureaux ainsi que son musée principal, le Wayne County Historical Society Museum, sont abrités par les anciens bureaux de la Delaware & Hudson Canal Company au 810 Main Street, la rue principale d'Honesdale.

## Histoire
L'idée de la création d'une société historique pour le Comté de Wayne est d'abord lancée par des journaux locaux ayant constaté que de nombreux documents et informations historiques se perdaient du fait de l'absence d'une organisation officiellement chargée de leur préservation.
C'est en 1917 que sont initiées les discussions pour la création de la société historique. Les parties intéressées se réunissent le 26 mai afin de définir un plan d'action. Deux semaines plus tard, le 7 juin, un comité dirigeant constitué de six membres est élu.
Entre juin 1918 et juin 1922, l'association est en sommeil, vraisemblablement à cause de la Première Guerre mondiale. Elle reprend ses activités en juin 1922 et constate l'intérêt grandissant du public pour ses initiatives.
La Wayne County Historical Society se met alors en quête de locaux. En mars 1924, elle emménage dans un bureau du 810 Main Street à Honesdale, l'ancien siège de la Delaware & Hudson Canal Company. Elle l'acquiert par la suite en janvier 1934 pour la somme de 1 500 dollars US.
Au cours des années suivantes, l'association fait l'acquisition d'autres bâtiments pour accompagner son développement en termes de collections. Elle achète notamment un terrain sur Park Street afin d'y exposer la réplique de la locomotive Stourbridge Lion à partir de 1941, qui sera à nouveau déplacée en 1993 dans un bâtiment adjacent au Wayne County Historical Society Museum,.

## Missions
La Wayne County Historical Society est notamment impliquée dans des projets de conservation relatifs à l'histoire ferroviaire américaine. C'est en effet à Honesdale

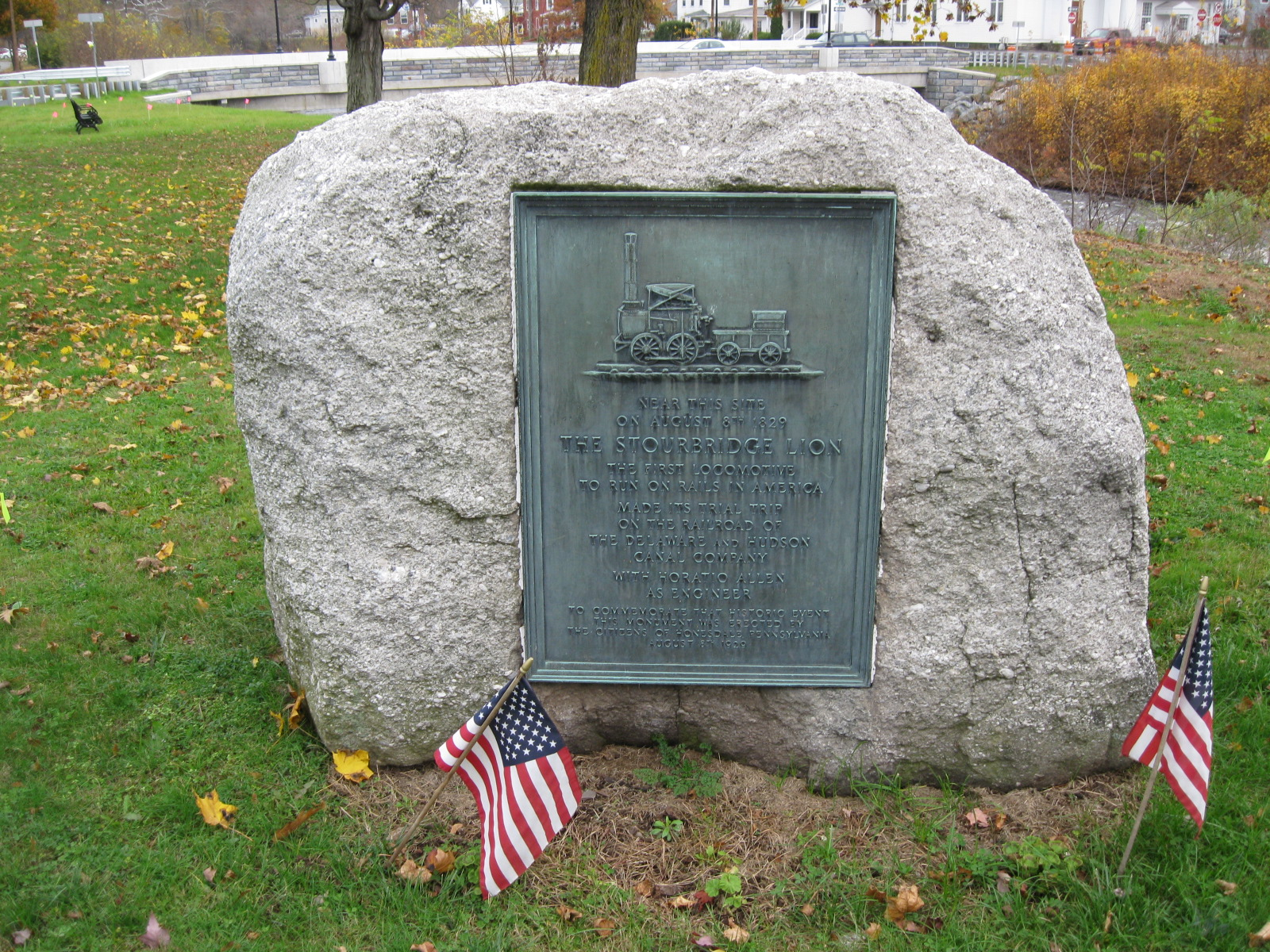
Plaque commémorative du premier essai sur rails de la locomotive Stourbridge Lion à Honesdale (Photographie)

que sont réalisés les premiers essais de locomotive à vapeur en Amérique,. Parmi ces projets de conservation, on peut citer la locomotive Stourbridge Lion ou encore le Delaware & Hudson Canal.
La société historique gère plusieurs musées et sites historiques et culturels, tels que: 
- Le Wayne County Historical Society Museum situé à Honesdale, le musée principal de la Wayne County Historical Society, qui propose des expositions variées en relation avec l'histoire du Comté de Wayne, dont une réplique de la locomotive Stourbridge Lion,
- Lock 31, Delaware & Hudson Canal Park situé à Hawley, l'un des sites historiques du Delaware & Hudson Canal[8],
- Bethel One Room School House située dans le village de Berlin Township à Honesdale, une école à classe unique construite en 1860 et fermée définitivement en 1951[9],
- Old Stone Jail située sur Tenth Street à Honesdale, une prison construite en 1859 pour remplacer l'ancienne prison en bois du comté, jugée trop peu sûre[10].

## Collections permanentes
La Wayne County Historical Society propose trois expositions permanentes dans son musée principal du 810 Main Street à Honesdale:
- Faces in Clay : inaugurée en 1995, cette exposition retrace l'histoire des populations amérindiennes de la vallée du Delaware. Elle couvre de nombreux aspects de la culture de ce peuple tels que leur mode de vie, la chasse et les conventions sociales[11],
- Movin' Energy : The History of the Delaware & Hudson Canal 1828-1898 : cette exposition est centrée sur l'histoire du Delaware & Hudson Canal, le canal reliant les fleuves Delaware et Hudson utilisé au XIXe siècle pour le transport du charbon en provenance des mines de Carbondale vers la ville de New York, dont le terminus se situait à Honesdale[7],[12]. La réplique de la locomotive Stourbridge Lion ainsi que la voiture à passagers du chemin de fer à gravité sont les points forts de cette collection[13],
- Wayne's Glass : cette exposition présente le savoir-faire verrier du Comté de Wayne[14].

## Projet de conservation de la locomotive Stourbridge Lion

### Contexte

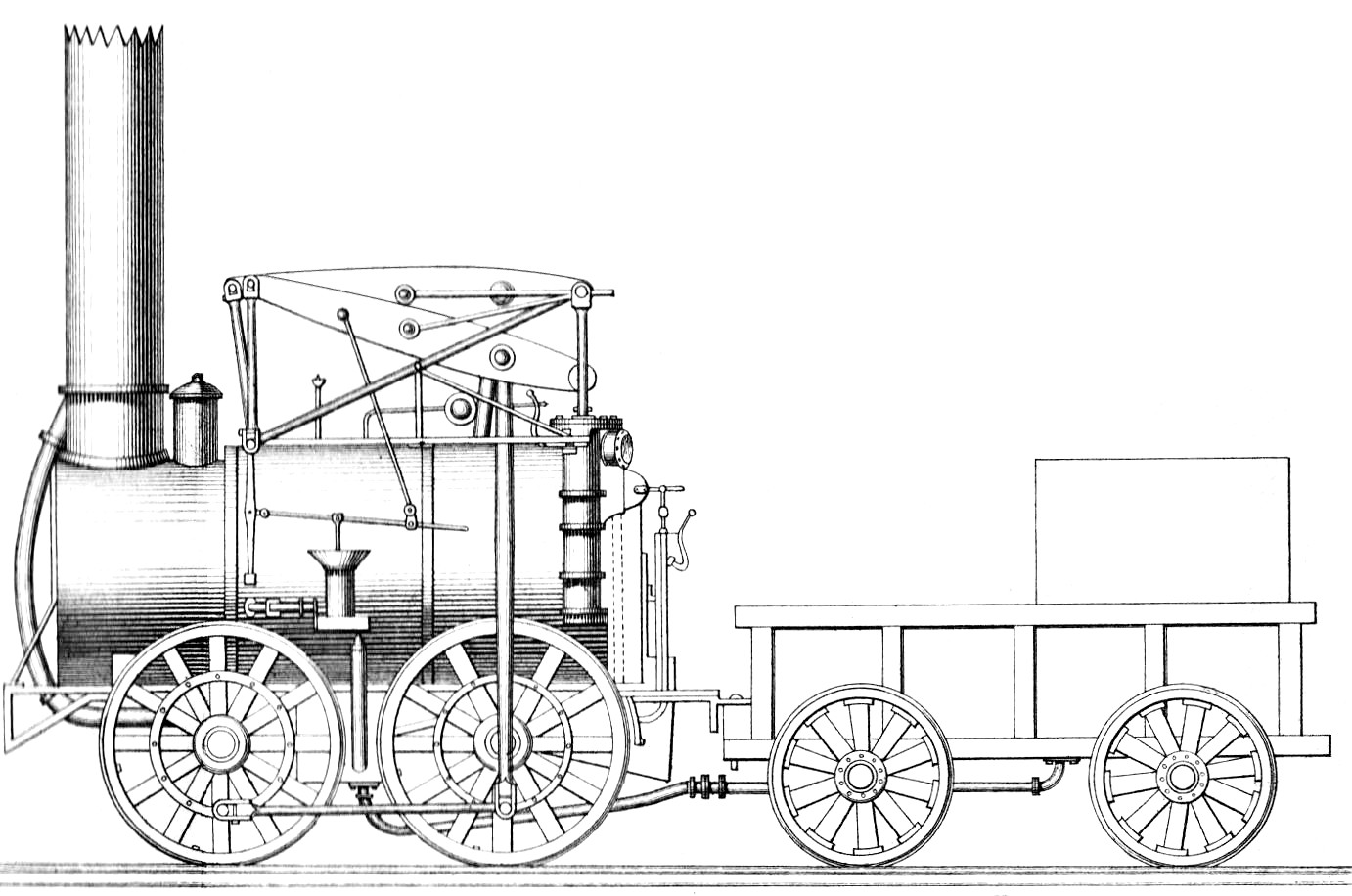
La locomotive Stourbridge Lion (Lithographie)

En 1829, la Delaware & Hudson Canal Company achète quatre locomotives en Angleterre dans le but d'acheminer du charbon depuis les mines situées aux alentours de Carbondale jusqu'à Honesdale, d'où il sera ensuite expédié vers la ville de New York. Trois d'entre elles sont fabriquées par l'entreprise Foster, Rastrick & Co de Stourbridge,.
L'une de ces trois locomotives, baptisée Stourbridge Lion, est expédiée à Honesdale afin d'être testée sur rails. Les essais ont lieu les 8 et 9 août 1829 mais la locomotive est trop lourde pour le chemin de fer en bois de pruche. Elle est alors déclassée puis démantelée au cours des années suivantes.
La Stourbridge Lion est la première locomotive à vapeur à avoir roulé sur rails aux États-Unis,.

### Activités
La Wayne County History Society expose une réplique de la locomotive Stourbridge Lion dans son musée principal de 810 Main Street à Honesdale. Construite en 1933 à l'occasion de la Century of Progress Exhibition de Chicago par la Delaware & Hudson Railroad Company, elle est déplacée à Honesdale en 1941,. Les restes de la locomotive originale sont quant à eux exposés à la Smithsonian Institution, Washington D.C..
En 2004, l'association organise la célébration des 175 ans de la locomotive. Un projet de remise en marche de la réplique est lancé pour accompagner la célébration mais est abandonné en raison des coûts d'assurance,.
Au printemps 2007, l'association fait l'acquisition d'une réplique à l'échelle ⅛ de la locomotive, surnommée the cub (le lionceau). Ce modèle totalement fonctionnel est intégré à l'exposition Movin' Energy pendant la majeure partie de l'année.
Deux ans plus tard, en 2009, la Wayne County Historical Society est à l'initiative de la construction d'une seconde réplique grandeur nature et opérante de cette même locomotive, conforme à la fois aux plans d'origine, dont elle est en possession, et aux normes et standards de sécurité modernes.